# Alsodes gargola
Alsodes gargola, conocida como rana del Catedral, es una especie  de anfibios de la familia Alsodidae. Es endémica de Argentina, donde ocurre en el norte de la Patagonia, y también se encuentra en Chile.
Es una especie semi acuática, vive en lagos y arroyos alpinos. Hiberna por ocho meses del año y los renacuajos pasan el invierno bajo la nieve y el hielo. Está amenazado por los salmones introducidos, pero la población parece permanecer estable.
Los adultos y renacuajos tienen la habilidad de tolerar y adaptarse a la baja conductividad del agua y a condiciones invernales extremas.
Un estudio científico de 2023 predijo que, de continuar la actual tendencia climática, esta especie vería reducido su rango de distribución, amenazando seriamente su supervivencia.